# Équipe d'Algérie masculine de handball au Championnat d'Afrique 2014
L'équipe d'Algérie handball au championnat d'Afrique 2014 participe à ses 21e Championnat d'Afrique lors de cette édition 2014 qui se tient en Algérie du 16 au 25 janvier 2014.
En finale,l'équipe d'Algérie a battu l'équipe de Tunisie 25-21 pour remporter leur septième titre africain.
Le handballeur algérien Abderrahim Berriah, touché aux ligaments contre le Nigeria, jeudi à la Salle Harcha Hassan (Alger) est déclaré forfait pour la suite de la 21e coupe d'Afrique des nations 2014, selon le directeur technique national, Habib Kheraifia. Il a été remplacé par Tarek Boukhemis,

## Résultats

### Groupe B
| Groupe B |                     |     |   |   |   |   |     |     |      |     |
|          | Équipe              | Pts | J | G | N | P | BP  | BC  | Diff | Dép |
| 1        | Algérie             | 10  | 5 | 5 | 0 | 0 | 144 | 93  | +51  |     |
| 2        | Angola              | 6   | 5 | 3 | 0 | 2 | 139 | 122 | +17  |     |
| 3        | Maroc               | 6   | 5 | 3 | 0 | 2 | 135 | 129 | +06  |     |
| 4        | République du Congo | 4   | 5 | 2 | 0 | 3 | 136 | 170 | -34  |     |
| 5        | RD Congo            | 4   | 5 | 2 | 0 | 3 | 143 | 141 | +02  |     |
| 6        | Nigeria             | 0   | 5 | 0 | 0 | 5 | 118 | 160 | -42  |     |

| Date et Heure         | Équipe 1 | -  | VS | -  |  | Équipe 2            |
| 16 janvier 2014 18h15 | Algérie  | 34 | -  | 16 |  | Nigeria             |
| 17 janvier 2014 18h15 | RD Congo | 23 | -  | 26 |  | Algérie             |
| 18 janvier 2014 18h15 | Algérie  | 23 | -  | 19 |  | Angola              |
| 20 janvier 2014 18h15 | Algérie  | 35 | -  | 16 |  | République du Congo |
| 21 janvier 2014 18h45 | Algérie  | 26 | -  | 19 |  | Maroc               |

| 16 janvier 2014 18:00 | Algérie  | 34 – 16 | Nigeria    | Affluence : 8 000 Arbitrage : Coulibaly, Diabate |
| 16 janvier 2014 18:00 | Hamoud 6 | (19–8)  | S. Aliyu 6 | Affluence : 8 000 Arbitrage : Coulibaly, Diabate |
| 16 janvier 2014 18:00 | ×3 ×4    | Rapport | ×2         | Affluence : 8 000 Arbitrage : Coulibaly, Diabate |

| 17 janvier 2014 18:00 | RD Congo   | 23 – 26 | Algérie   | Affluence : 8 000 Arbitrage : Mohamed, Tamer |
| 17 janvier 2014 18:00 | Tuzolana 5 | (9–12)  | Berkous 9 | Affluence : 8 000 Arbitrage : Mohamed, Tamer |
| 17 janvier 2014 18:00 | ×3 ×5      | Rapport | ×3 ×7     | Affluence : 8 000 Arbitrage : Mohamed, Tamer |

| 18 janvier 2014 18:00 | Algérie          | 23 – 19 | Angola  | Affluence : 8 000 Arbitrage : Diop, Faye |
| 18 janvier 2014 18:00 | quatre joueurs 4 | (12–8)  | Lopes 5 | Affluence : 8 000 Arbitrage : Diop, Faye |
| 18 janvier 2014 18:00 | ×3 ×8            | Rapport | ×2 ×5   | Affluence : 8 000 Arbitrage : Diop, Faye |

| 20 janvier 2014 18:00 | Algérie   | 35 – 16 | République du Congo | Affluence : 8 000 Arbitrage : Tamer, Mohamed |
| 20 janvier 2014 18:00 | Benali 10 | (18–6)  | Angao 8             | Affluence : 8 000 Arbitrage : Tamer, Mohamed |
| 20 janvier 2014 18:00 | ×3 ×6     | Rapport | ×3 ×2               | Affluence : 8 000 Arbitrage : Tamer, Mohamed |

| 21 janvier 2014 18:00 | Algérie   | 26 – 19 | Maroc      | Affluence : 8 000 Arbitrage : Caçador, Nicolau |
| 21 janvier 2014 18:00 | Chebour 7 | (11–11) | Soufiane 6 | Affluence : 8 000 Arbitrage : Caçador, Nicolau |
| 21 janvier 2014 18:00 | ×3 ×1     | Rapport | ×3 ×4      | Affluence : 8 000 Arbitrage : Caçador, Nicolau |

### Quarts de finale
| 22 janvier 2014 18h15 | Algérie    | 44 - 29   | Sénégal | Salle Harcha Hassan, Alger Affluence : 8 000 Arbitrage : Coulibally Yalatima Nanga, Diabate Mamoudou |
| 22 janvier 2014 18h15 | Berkous 10 | (21 - 12) | Sarr 9  | Salle Harcha Hassan, Alger Affluence : 8 000 Arbitrage : Coulibally Yalatima Nanga, Diabate Mamoudou |
| 22 janvier 2014 18h15 | ×2 ×5      | rapport   | ×2 ×3   | Salle Harcha Hassan, Alger Affluence : 8 000 Arbitrage : Coulibally Yalatima Nanga, Diabate Mamoudou |

### Demi-finale
| 24 janvier 2014 18h15 | Algérie   | 27 - 23   | Angola     | Salle Harcha Hassan, Alger Affluence : 8 000 Arbitrage : Akpatsa Yawo Mawusse, Assignon Agbekokokou |
| 24 janvier 2014 18h15 | Berkous 9 | (13 - 11) | Ferreira 7 | Salle Harcha Hassan, Alger Affluence : 8 000 Arbitrage : Akpatsa Yawo Mawusse, Assignon Agbekokokou |
| 24 janvier 2014 18h15 | ×2 ×3     | rapport   | ×2         | Salle Harcha Hassan, Alger Affluence : 8 000 Arbitrage : Akpatsa Yawo Mawusse, Assignon Agbekokokou |

### Finale
| 25 janvier 2014 18h15 | Algérie             | 25 - 21 | Tunisie | Salle Harcha Hassan, Alger Affluence : 8,500 Arbitrage : Coulibally Yalatima Nanga, Diabate Mamoudou |
| 25 janvier 2014 18h15 | Berkous, Chehbour 6 | (12-11) | Tej 4   | Salle Harcha Hassan, Alger Affluence : 8,500 Arbitrage : Coulibally Yalatima Nanga, Diabate Mamoudou |
| 25 janvier 2014 18h15 | ×4 ×3               | rapport | ×3 ×2   | Salle Harcha Hassan, Alger Affluence : 8,500 Arbitrage : Coulibally Yalatima Nanga, Diabate Mamoudou |

| Algérie                   |    |                              |       |                                  |
|                           |    |                              |       |                                  |
| G                         | 22 | Abdelmalek Slahdji           | 17/38 |                                  |
| G                         | 12 | Samir Kerbouche              | /     |                                  |
| ALG                       | 13 | Riad Chehbour                | 6/6   | Averti · Suspension · Suspension |
| ALD                       | 11 | Omar Benali                  | /     |                                  |
| ALG                       | 19 | Ayatallah el Khoumini Hamoud | /     | Suspension                       |
| DC                        | 14 | Rabah Soudani                | 4/7   | Averti                           |
| DC                        | 5  | Khaled Chentout              | /     |                                  |
| DC                        | 9  | Abdelkader Rahim             | 1/3   |                                  |
| ARD                       | 2  | Anis Zamoum                  | 1/1   |                                  |
| ALG                       | 15 | Tarek Boukhemis              | 5/12  |                                  |
| ARG                       | 6  | Messaoud Berkous             | 6/15  |                                  |
| ALG                       | 10 | Sassi Boultif                | /     |                                  |
| ALG                       | 17 | Abderrahim Berriah           | /     |                                  |
| P                         | 7  | Hichem Boudrali              | 1/1   | Averti                           |
| ARG                       | 8  | Tahar Labane                 | 0/2   |                                  |
| P                         | 18 | Hichem Kaabeche              | /     |                                  |
| P                         | 21 | Mohamed Aski Mokrani         | 1/2   |                                  |
| Entraîneur : Reda Zeguili |    |                              |       |                                  |

| Algérie | Statistiques   | Tunisie |
| ------- | -------------- | ------- |
| 25/49   | Buts marqués   | 21/     |
| 51 %    | % réussite     | %       |
| 1/3     | Jets de 7m     | 2/3     |
| 6 min   | Suspensions    | 4 min   |
| 4       | Cartons jaunes | 3       |
| 0       | Cartons rouges | 0       |
| 17/38   | Arrêts         | /       |
| 44 %    | % d'arrêts     | %       |

| Tunisie                        |    |                    |   |                     |
|                                |    |                    |   |                     |
| G                              | 12 | Marouène Maggaiez  | / |                     |
| G                              | 16 | Wassim Helal       | / |                     |
| P                              | 6  | Issam Tej          | / | Averti              |
| ALD                            | 4  | Aymen Toumi        | / |                     |
| ALD                            | 7  | Jaleleddine Touati | / |                     |
| ALG                            | 21 | Oussema Boughanmi  | / |                     |
| ARD                            | 9  | Amine Bannour      | / |                     |
| ARG                            | 3  | Selim Hedoui       | / | Averti              |
| DC                             | 10 | Kamel Alouini      | / |                     |
| ARG                            | 17 | Wael Jallouz       | / |                     |
| ARG                            | 19 | Mosbah Sanai       | / |                     |
| P                              | 5  | Mahmoud Gharbi     | / | Averti · Suspension |
| DC                             | 20 | Seifeddine Hmida   | / |                     |
| ARD                            | 27 | Aymen Hammed       | / |                     |
| G                              | 1  | Majed Hamza        | / |                     |
| DC                             | 18 | Anis Mahmoudi      | / | Suspension          |
| Entraîneur : Sead Hasanefendić |    |                    |   |                     |

### Équipe du tournoi
L’équipe type désignée par la Confédération Africaine de Handball est la suivante :
- Meilleur joueur de la Compétition :  Messaoud Berkous
- Meilleur gardien :  Abdelmalek Slahdji
- Meilleur ailier gauche :  Riad Chehbour
- Meilleur pivot :  Mohamed Aski Mokrani
- Meilleur ailier droit :  Aymen Toumi
- Meilleur arrière gauche :  Selim Hedoui
- Meilleur demi-centre :  Abdelkader Rahim
- Meilleur arrière droit :  Sassi Boultif
- Meilleur buteur du Championnat :  Messaoud Berkous

### Classement des buteurs
| Classement | Joueur                       | Nombre de buts |
| ---------- | ---------------------------- | -------------- |
| 1          | Messaoud Berkous             | 44             |
| 2          | Abdelkader Rahim             | 27             |
| 3          | Ayatallah el Khoumini Hamoud | 25             |
| 4          | Tarek Boukhemis              | 22             |
| 5          | Anis Zamoum                  | 22             |
| 6          | Riad Chehbour                | 21             |
| 7          | Omar Benali                  | 16             |
| 8          | Rabah Soudani                | 15             |
| 9          | Hichem Kaabeche              | 10             |
| 10         | Khaled Chentout              | 8              |
| 11         | Sassi Boultif                | 8              |
| 12         | Tahar Labane                 | 8              |
| 13         | Mohamed Mokrani              | 7              |
| 14         | Hichem Boudrali              | 5              |
| 15         | Abderrahim Berriah           | 1              |
| 16         | Abdelmalek Slahdji           | 1              |

## Navigation